# Біла Калитва
Біла Калитва (рос. Белая Калитва) — місто (з 1958) в Росії, адміністративний центр Білокалитвинського району Ростовської області, а також Білокалитвинського міського поселення. Населення — 43 651 особа (2010).

## Географія
Місто та район розташовані у центральній частині Ростовської області, на східному краю Донецького кряжу, на берегах найбільшої притоки Дону — Сіверського Дінця.
Саме місто розкинулось у гирлі, де впадають у Сіверський Донець річки Калитва та Відважна. Правий скелястий берег Сіверського Дінця в околицях міста має найвищу позначку 148,8 м над рівнем моря.
Площа території Білокалитвинського міського поселення — 16 495 га.
На півночі міста на Авілових горах розташована Авілова печера.

## Клімат
Клімат міста помірно-континентальний. Зими переважно тривалі та м'які, літо — спекотне та сухе.
Найтепліший місяць липень, з середньою температурою +25 °C, найпрохолодніший місяць січень, середньою температурою -6 °C.
Середня річна кількість опадів — 466 мм. Максимальна кількість опадів випадає у липні — 51 мм, мінімальна у вересні — 25 мм.
Середня річна відносна вологість повітря — 72 %.

## Адміністративний устрій
В 1941 році станиця Усть-Белокалитвенська перйменована на селище Біла Калитва, в 1958 році селище здобуло статус міста, з 1959 — статус районного центру, з 1988 року місто та Білокалитвинський район (76 населених пунктів) був єдиною територіальною одиницею із загальним адміністративним управлінням. З 1 січня 2006 м. Біла Калитва стало самостійним муніципальним утворенням у складі Білокалитвинського району, одночасно будучи районним центром і центром Білокалитвинського міського поселення.

### Демографія
| 1745 | 1775   | 1959     | 1970    | 1979    | 1989    | 2002    | 2010    | 2011    | 2012    | 2013    | 2014    | 2015    | 2016    | 2017    |
| ---- | ------ | -------- | ------- | ------- | ------- | ------- | ------- | ------- | ------- | ------- | ------- | ------- | ------- | ------- |
| 447  | ↗ 1134 | ↗ 23 533 | ↗30 857 | ↗38 038 | ↗47 803 | ↘47 347 | ↘43 651 | ↗43 700 | ↘42 923 | ↘42 441 | ↘42 185 | ↘41 734 | ↘41 220 | ↘40 831 |

## Економіка
Містоутворюючим підприємством є Білоколитвинське металургійне виробниче об'єднання (БКМПО, з 2008 року — ЗАТ «Алкоа Металург Рус»), засноване в 1941 році. В 1969 році на заводі вперше у світі була освоєна виливка злитків в електромагнітний кристалізатор (винахід запатентовано в 17 країнах світу). Фахівці стали лауреатами Державної премії СРСР. Першим в СРСР завод освоїв випуск тефлонування посуду. Брав участь у проектах будівництва літака «Руслан» і космічного корабля «Буран», отримав Урядову Премію № 1 1997 в області якості.
Сьогодні промисловість міста представлена виробництвом наступних видів продукції: алюмінієвий прокат, алюмінієвий посуд, будівельні алюмінієві конструкції, профілі, карнизи, металовироби, соломоподрібнювачі, цегла, залізобетонні вироби, гофрокартон, спецодяг, хлібобулочні вироби, м'ясо птиці. Обсяг відвантажених товарів власного виробництва, в обробних виробництвах (2007 року) склав 7,86 мільярдів руб.

### Транспорт
У місті знаходиться залізнична станція Біла Калитва.

### Освіта
До приходу радянської влади в станиці крім церковно-парафіяльної школи і двокласного училища було відкрито вище початкове училище — воно давало початкові військові знання, учні носили козацьку форму, відводилися спеціальні години для військової підготовки (дівчатка, яких було приблизно в 4 рази менше, навчалися в ньому рукоділля і домоведення). Усть-Білокалитвинське початкове училище в області вважалося одним з найкращих. Порушувалося також питання про відкриття гімназії.
На початку ХХІ століття в освіті міста працюють 12 дошкільних установ: одна початкова, одна основна освітня школа, 7 середніх шкіл, один Центр реабілітації. 1 вересня 2002 року прийняв у свої стіни курсантів Білокалитвинський імені Матвія Платова кадетський корпус. Є профессиональнотехническое училище, ліцей, політехнічний технікум і 4 філії вузів. В 2006 році почала роботу Маріїнська гімназія — жіноче відділення кадетського корпусу.

## Видатні люди
- Аверченко Володимир (* 1950) — російський державний і політичний діяч.
- Адамов Роман (* 1982) — футболіст, нападник «Ростова» і збірної Росії.
- Васильченко Олексій (1913—1942) — Герой Радянського Союзу, учасник Другої світової війни.
- Копаєв Григорій (1916—1988) — Герой Радянського Союзу, учасник Другої світової війни.
- Петров Роман (1919—1944) — Герой Радянського Союзу, учасник Другої світової війни.
- Станіслав Пліскановський — український учений-металург. Доктор технічних наук, професор. Академік АН ВШ України з 1995 р.
- Рожик Віталій Миколайович (1955) — український скульптор, заслужений художник України.
- Романов Венедикт (1884—1964) — відомий діяч Донського козацтва, беззмінний член Донського Круга всіх скликань, член першого після революції Донського уряду, в еміграції — голова Донського Військового Об'єднання.
- Савчук Варфоломій (* 1945) — український історик науки, фізик.
- Чичерова Ганна (* 1982) — російська стрибунка у висоту, чемпіонка Олімпійських ігор 2012 року в Лондоні
- Лазарєв Роман Григорович — козак, кавалер ордена Святого Георгія, учасник Першої світової війни, сподвижник Чернецова (заст. командира партизанського загону полк. Чернецова), учасник 1-го Кубанського (Крижаного) походу, командир загону зі старовірів Усть-Білокалитвенської станиці. Полковник.